# Tragwerk (Flugzeug)
Bei dem Tragwerk eines Flugzeuges handelt es sich um sämtliche Auftrieb liefernde Komponenten. 
Das Tragwerk besteht in der Regel aus einer Tragfläche. Es können auch mehrere Tragflächen übereinander (wie bei einem Doppeldecker) oder auch hintereinander angeordnet werden (wie bei einer Himmelslaus). Bei einem Entenflugzeug trägt auch das vorne angebrachte Leitwerk mit zum Auftrieb bei und ist Bestandteil des Tragwerkes.
Sind bei einem Mehrdecker – in der Regel einem Doppeldecker – die Tragflächen in Bezug auf ihre Vorderkanten versetzt angeordnet, so dass diese nicht in gleichen Vertikalebenen liegen, wird von Staffelung gesprochen. Eine positive Staffelung besteht, wenn die Vorderkante des oberen Flügels vor der der darunterliegenden Tragflächen liegt, eine negative, wenn sie dahinter angeordnet ist.
Ist der Flugzeugrumpf speziell dafür ausgelegt, Auftrieb zu liefern, beispielsweise bei Nurflüglern, ist er ebenfalls Teil des Tragwerkes.